# Chanokchon Limpinphet
Chanokchon Limpinphet (thailändisch ชนกชล ลิมปินเพชร; * 26. März 1999) ist ein thailändischer Eishockeyspieler der seit 2023 erneut für Siam Mandalay in der Siam Hockey League spielt.

## Karriere
Chanokchon Limpinphet begann mit dem Eishockeyspiel bei Aware Bangkok in der Siam Hockey League. Er wechselte seither jährlich das Team. Seit 2023 spielt er erneut bei Siam Mandalay, wo er bereits die Spielzeit 2020/21 verbracht hatte.

### International
Limpinphet spielte beim IIHF Challenge Cup of Asia 2017 erstmals für Thailand und belegte dort den dritten Platz. Auch 2018, als der zweite Platz errungen wurde, nahm er am Challenge Cup teil. 2019 folgten dann die Teilnahme und der Sieg beim IIHF U20 Challenge Cup of Asia 2019 der Division I. Zudem nahm er an den Südostasienspielen 2017, als die Silbermedaille gewonnen wurde, und 2019, als der Titel gewonnen wurde, teil.
Im Weltmeisterschaftssystem der IIHF nahm er erstmals an der Qualifikation zur Division III 2019 teil. Es folgten die Teilnahmen an den Turnieren der Division III 2023 und 2024, als der Aufstieg in die Division II gelang. Zudem spielte er bei den Qualifikationsturnieren für die Olympischen Winterspiele in Peking 2022 und in Mailand 2026.

## Erfolge und Auszeichnungen
- 2017 Bronzemedaille beim IIHF Challenge Cup of Asia
- 2017 Silbermedaille bei den Südostasienspielen
- 2018 Silbermedaille beim IIHF Challenge Cup of Asia
- 2019 Goldmedaille beim IIHF U20 Challenge Cup of Asia 2019 der Division I
- 2019 Goldmedaille  bei den Südostasienspielen
- 2024 Aufstieg in die Division II, Gruppe B, bei der Weltmeisterschaft der Division III, Gruppe A